# Chlorogomphus montanus
Chlorogomphus montanus – gatunek ważki z rodziny Chlorogomphidae. Znany tylko z miejsca typowego w prowincji Fujian w południowo-wschodnich Chinach.